# Hilpertshausen
Hilpertshausen (umgangssprachlich Veit oder St. Veit genannt) ist ein Gemeindeteil der Gemeinde Unterpleichfeld im unterfränkischen Landkreis Würzburg in Bayern.

## Geografische Lage
Das Kirchdorf Hilpertshausen liegt im äußersten Norden des Unterpleichfelder Gemeindegebiets. Weiter nördlich beginnt mit dem Ortsteil Erbshausen-Sulzwiesen das Gemeindegebiet von Hausen bei Würzburg. Östlich ist die Gemeinde Bergtheim zu finden. Südöstlich befindet sich das Dorf Unterpleichfeld. Im Süden erhebt sich Rupprechtshausen auf Hilpertshäuser Gemarkung. Den Westen nimmt der Gramschatzer Wald ein, der heute ein gemeindefreies Gebiet im Landkreis Würzburg bildet.

## Geschichte
Die Stelle an der heute Hilpertshausen liegt, war bereits in der Jungsteinzeit besiedelt, wovon bei Ausgrabungen entdeckte Funde der Bandkeramiker zeugen. Allerdings wurde das Dorf als „Helprechtshusen“ erst im Jahre 1223 erstmals urkundlich erwähnt. Für 1334 ist der Erwerb des Dorfes durch das Agnetenkloster in Würzburg belegt; wahrscheinlich kamen die dem Clarissenorden zugehörigen Nonnen durch Kauf in den Besitz des Ortes. Da das Kloster beim Tode der Äbtissin Margaretha von Wildenstein 1554 nur noch aus drei Nonnen bestand, verfügte Fürstbischof Friedrich von Wirsberg 1560 die offizielle Auflösung.
Das Hochstift Würzburg sorgte in der Folgezeit dafür, dass die leerstehenden Klostergebäude in Würzburg von Jesuiten neu besiedelt wurden, denen 1568 der Besitz durch Friedrich von Wirsberg urkundlich übergeben wurde. Auch Hilpertshausen wurde dabei Teil des Jesuitenbesitzes. Die Jesuiten förderten im Sinne der Gegenreformation den katholischen Glauben im Dorf und errichteten 1610 eine dem heiligen Vitus (St. Veit) geweihte Kapelle. Auch für deren noch heute erhaltenen Nachfolgebau zeichnen die Jesuiten verantwortlich. Zudem entstand hier ein Landhaus zur Erholung für kranke Mitbrüder. Nach der Auflösung des Ordens 1773 kurz beim Hochstift, wurde Hilpertshausen zu Beginn des 19. Jahrhunderts Landgemeinde im Königreich Bayern.

## Baudenkmäler
Die höchste Stelle des auf dem Veiter Berg gelegenen Dorfes ist mit der katholischen Pfarrkirche St. Vitus (St. Veit) besetzt. Das spätbarocke Gotteshaus entstand in den Jahren 1719 bis 1721 in den charakteristischen Stilformen des seinerzeitigen Hochfürstlich Würzburgischen Stadt- und Landbaumeisters Joseph Greissing. Mit größter Wahrscheinlichkeit dürfte dieser aus Vorarlberg stammende Meister selbst die Pläne geliefert haben, wofür nicht allein sein deutlich erkennbarer Architekturstil spricht, sondern auch die Tatsache, dass Greissing damals der bevorzugte Baumeister der Würzburger Jesuiten war, die für den Kirchenneubau verantwortlich zeichnen. Erst am 30. Juni 1726 erfolgte die offizielle Weihe des schon längst benutzten Gebäudes, das 1804 schließlich zur Pfarrkirche erhoben wurde. Es präsentiert sich als schlichter, durch Pilaster gegliederter Saalbau mit schräg angeschlossenem, eingezogenem Chor im Osten und Westportal in Hausteineinfassung. Ein kleiner Dachreiter, der mit einer Welschen Haube abschließt, bekrönt das Chordach. Im Inneren befinden sich drei Barockaltäre aus den Bauzeit, der Hochaltar als Baldachin gestaltet. In unmittelbarer Nähe entstand zwei Jahre nach der Erhebung zur Pfarrei 1806 das Pfarrhaus. 
Eine weitere Sehenswürdigkeit kann Hilpertshausen mit einem sogenannten Wohnstallhaus aufweisen. Es handelt sich um ein zweigeschossiges Fachwerkgebäude mit Halbwalmdach von 1719. Auf dem Friedhof des Ortes wurden mehrere historische Grabdenkmäler bewahrt. Typisch für das fränkische Land sind außerdem die Bildstöcke in der Flur des Dorfes. Zumeist entstammen diese sogenannten Martern dem 19. Jahrhundert. 